# Luciano Rossi (poeta)
Luciano Rossi (Campo Ligure, 1683 – 1754) è stato un presbitero e poeta italiano.

## Biografia
Sacerdote, poi abate, originario di Campo Ligure, fu autore di numerose opere poetiche.
Scrisse soprattutto in latino ed italiano ma utilizzò anche il genovese ed il dialetto della sua nativa Campo Ligure, nota all'epoca come Campo Freddo. Per la realizzazione dei suoi vari Carmina utilizzò il maccheronico.
Sua opera principale è considerata Parvæzze in sogno der meister da schêura der Morære (in italiano: Segreti in sogno del maestro di scuola di Molare), testo satirico antifemminista, composto in un elaborato dialetto campese. L'opera venne scritta nel 1715 quando il Rossi era vice-parroco e maestro di scuola a Molare.

## Opere
- L'inondazione di Rossiglione Superiore, 1704
- Parvæzze in sogno der meister da schêura der Morære, 1715
- L'incendio di Campo[1][2]